# Andrzej Mastalerz
Andrzej Mastalerz (ur. 27 października 1964 w Chorzowie) – polski aktor i reżyser.

## Życiorys

### Wczesne lata
Urodził się i dorastał w Chorzowie, gdzie w latach 1971–1979 uczęszczał do Szkoły Podstawowej nr 37 im. Karola Grzesika. Jego ojciec był kolejarzem. W latach 1979–1984 uczył się w Technikum Kolejowym w Gliwicach. W latach młodzieńczych trenował piłkę nożną i początkowo po maturze chciał studiować na Akademii Wychowania Fizycznego. W latach 1984–1986 studiował w Studium Aktorskim Teatrów Lalkowych przy Teatrze Dzieci Zagłębia im. Jana Dormana w Będzinie. W 1990 ukończył studia na Wydziale Aktorskim Państwowej Wyższej Szkoły Teatralnej im. Ludwika Solskiego w Krakowie Filia we Wrocławiu.

### Kariera teatralna
Zaraz po studiach zaangażował się do Teatru im. Jaracza w Łodzi, gdzie zadebiutował w roli syna w sztuce Klausa Rifbjerga Łoże (1990) w reż. Kazimierza Bardzika. W Teatrze im. Jaracza spędził osiem sezonów (1990–2001) i odniósł sukces w roli Antosia w przedstawieniu Witolda Gombrowicza Zbrodnia z premedytacją (1996) w reż. Zbigniewa Brzozy zdobywając Nagrodę Główną (zespołową) na XXXVI Kaliskich Spotkaniach Teatralnych w Kaliszu. W latach 1998–2008 występował na deskach Teatru Studio w Warszawie. W 2006 był nominowany do Feliksów Warszawskich, w kategorii najlepsza drugoplanowa rola męska, za rolę Pantalone w przedstawieniu Carla Goldoniego Sługa dwóch panów w reż. Rimasa Tuminasa. Wyróżniony został przez miesięcznik „Teatr” w dorocznym podsumowaniu sezonu z cyklu „Najlepszy, najlepsza, najlepsi” za najlepszą rolę męską w sezonie 2011/2012.
W latach 2012–2015 był związany z Teatrem Powszechnym w Warszawie, gdzie za rolę Adama w spektaklu Artura Pałygi Nieskończona historia (2012) w reż. Piotra Cieplaka otrzymał nagrodę w Ogólnopolskim Konkursie na Wystawienie Polskiej Sztuki Współczesnej w Warszawie. W latach 2016–2018 występował w Teatrze Polskim im. Arnolda Szyfmana w Warszawie. Stał się cenionym wykładowcą w Warszawskiej Szkole Filmowej.

### Kariera ekranowa
Na ekranie zadebiutował w roli brata Jacka (Mirosław Baka) w dramacie Krzysztofa Kieślowskiego Krótki film o zabijaniu (1987). Pierwszą znaczącą rolę – chłopaka o ksywie „Pasza” – zagrał w melodramacie Andrzeja Barańskiego Nad rzeką, której nie ma (1991). Barański obsadził go też w roli Staszka w komedii Kawalerskie życie na obczyźnie (1992). Grał także w filmach Agnieszki Holland – Europa, Europa (1990) jako Zenek Dracz i W ciemności (2011) jako kanalarz Sawicki, Władysława Pasikowskiego – Kroll (1991) jako szeregowiec „Młody” i Pokłosie (2012) jako ksiądz oraz Lecha Majewskiego – Wojaczek (1999) jako Wiktor Sierpień i Angelus (2001) jako Oswald Wróbel. W 2011 na Ogólnopolskim Festiwalu Sztuki Filmowej „Prowincjonalia” we Wrześni zdobył nagrodę w kategorii „najlepsza rola męska” za postać Erwina w filmie Ingmara Villqista i Adama Sikory Ewa (2010).
Występował też w Teatrze Telewizji m.in. w spektaklach: Ciemno Marka Rębacza (1996) w reż. Janusza Majewskiego jako Bolek, Piękno Piotra Bednarskiego (1997) w reż. Izabelli Cywińskiej jako Jurodiwyj, czy Bigda idzie! Juliusza Kadena-Bandrowskiego (1999) w reż. Andrzeja Wajdy jako Tylko.
Wszedł w skład komitetu wspierającego kandydaturę Karola Nawrockiego na prezydenta RP w wyborach w 2025.

## Filmografia
- 1987: Krótki film o zabijaniu – brat Jacka
- 1988: Serenite – Stanisław w młodości
- 1988: Dekalog V – brat Jacka
- 1989: Virtuti – drużynowy Jasiński
- 1989: Marcowe migdały – „Palacz”
- 1989: Szklany dom – redaktor Maczek
- 1989: Ostatni prom – Jurek, brat Ryśka
- 1990: Życie za życie. Maksymilian Kolbe – Piotrek, więzień Auschwitz
- 1990: Europa, Europa – Zenek Dracz
- 1990: W środku Europy – 2 role: Jaś Osetek; Piotr Osetek
- 1990: Superwizja – pracownik kina
- 1991: Kroll – szeregowiec „Młody”
- 1991: Głos – Kurek
- 1991: Nad rzeką, której nie ma – Pasza
- 1992: Zwolnieni z życia – pacjent leżący obok Marka
- 1992: Kawalerskie życie na obczyźnie – Staszek
- 1992: Tęsknota Waleriana Wróbla – Michał
- 1992: Białe małżeństwo – asystent operatora
- 1993–1994: Zespół adwokacki – Marcin Siuda, syn Elżbiety
- 1993: Wow
- 1993: Pora na czarownice – Andrzej
- 1993: Przypadek Pekosińskiego
- 1993: Jacek – kontrabasista (odc. 3)
- 1993: Człowiek z... – internowany Kowalski
- 1993–1994: Bank nie z tej ziemi – robotnik Jasio Pałęta
- 1994: Przygody Joanny – klown w cyrku „Pinokio”
- 1995: Sortez des rangs
- 1995: Pułkownik Kwiatkowski – porucznik Szydłowski
- 1995: Próby domowe
- 1995: Ciemno jako Bolek
- 1995: Les milles – Eric von Offenburg
- 1996: Wigilia w lesie – tata
- 1996: Maszyna zmian. Nowe przygody – rybak w pociągu (odc. 1)
- 1996: Odwiedź mnie we śnie – „Chudy”
- 1998: Złotopolscy – policyjny inspektor na dworcowym posterunku (odc. 41 i 47)
- 1998: Syzyfowe prace – Karol (odc. 2)
- 1999: Wojaczek – Wiktor Sierpień
- 1999: Pierwszy milion – spec od komputerów
- 1999: Ja, Malinowski – listonosz (odc. 3)
- 2000: Syzyfowe prace – Karol
- 2000: Duża przerwa – Pompka
- 2000: Słoneczna włócznia – nauczyciel matematyki
- 2000: Rodzina zastępcza – stryjek (odc. 39)
- 2000: Przeprowadzki – stróż Ambroży Holtz (odc. 1 i 2)
- 2000: Pierwszy milion – spec od komputerów
- 2000: Na dobre i na złe – Janusz Chojnicki (odc. 17)
- 2000: Mordziaki – tragarz Michaś (odc. 9)
- 2001: Marszałek Piłsudski – ranny bez nóg w szpitalu wojennym (odc. 6)
- 2001–2002: Szpital na perypetiach – pacjent Zawiejas
- 2001: Angelus – Oswald Wróbel
- 2002: Suplement – bezdomny w noclegowni
- 2002: Moje miasto – „Cichy”, kolega „Goździka”
- 2002: Dzień świra – wariat w przedziale pociągu
- 2002–2010: Samo życie – Czesław Jakoniewicz
- 2003: Glina – Tadeusz Stępień (odc. 4 i 5)
- 2003: Zmruż oczy – Eugeniusz
- 2003: Zerwany – policjant
- 2004: Wesele – posterunkowy Trybus
- 2004: Długi weekend – Żelazek, członek orkiestry
- 2004: Rodzinka – pacjent Pawlicki (odc. 15)
- 2005: Kryminalni – Witold Gilewicz, wspólnik Tomczyka (odc. 17)
- 2005: Z odzysku – producent krasnali
- 2005: Codzienna 2 m. 3 – Makary Rubik
- 2006: Wszyscy jesteśmy Chrystusami – bezdomny zbierający butelki
- 2006: Miłość w przejściu podziemnym – „Wernyhora”
- 2006: Magda M. – Artur Garnicki (odc. 23 i 31)
- 2006: Job, czyli ostatnia szara komórka – Woźniak
- 2006–2007: Dwie strony medalu – Paweł, dyrektor szkoły
- 2006: Co słonko widziało – Henryk Mucha
- 2007: Odwróceni – informator Edzio
- 2007: Benek – Chrystusik
- 2007: Świadek koronny – informator Edzio
- 2008: Bracia Karamazow – konserwator
- 2008: Faceci do wzięcia – sędzia (odc. 88)
- 2009: Zgorszenie publiczne – Franc Smoczyński
- 2009: Zero – sprzedawca gazet
- 2009: Synowie – kierowca Bukarta
- 2009: Londyńczycy 2 – Arkadiusz (odc. 9)
- 2010: Ojciec Mateusz – Adam Gorczyca (odc. 44)
- 2010: Nie ten człowiek – zwolennik dwustu metrów
- 2010–2011: Licencja na wychowanie – lekarz
- 2010: 1920. Wojna i miłość – Szczepan Miara
- 2010: Ewa – Erwin
- 2011: W ciemności – kanalarz Sawicki
- 2011: Święta krowa – ksiądz
- 2011: Czwarty wymiar – myśliwy
- 2011: Plebania – policjant Zygmunt
- 2012: Nad życie – doktor Zarzycki
- 2012: Pokłosie – ksiądz
- 2012: Prawo Agaty – Jerzy Bartosik (odc. 9)
- 2012: Paradoks – Andrzej Norbliński (odc. 9)
- 2012: Obława – kucharz
- 2012: Historia Roja – ojciec Marty
- 2013: Taniec śmierci. Sceny z Powstania Warszawskiego – ojciec Marka Patera, powstańca
- 2014: Komisarz Alex – Wiktor Bednarz, ojciec Adama (odc. 54)
- 2014: Kamienie na szaniec – więzień na Pawiaku
- 2015: Ojciec Mateusz – Aleksander Szarek (odc. 170)
- 2018: 7 uczuć – Bolechowski
- 2018: Prymas Hlond – ksiądz Baraniak
- 2018–2019: Znaki – Jonasz (odc. 1–9, 11–16)
- 2019 Czarny mercedes jako Grodecki
- 2024: Niepewność jako zarządca Stanisław Gąsecki "Gąska"

### Polski dubbing
- 1986: Wielki mysi detektyw – Bazyl
- 1994: Były sobie odkrycia
- 1996: Byli sobie odkrywcy
- 1999: The Longest Journey: Najdłuższa podróż –
  - Adrian, strażnik równowagi,
  - Isam, alatieński strażnik,
  - Recepcjonista Gerold Rosenberg
- 2001–2004: Samuraj Jack
- 2001–2002: Café Myszka –
  - Bazyl,
  - Tymoteusz
- 2002: Heroes of Might and Magic IV: The Gathering Storm – narrator
- 2002: Planeta skarbów – Doktor Doppler
- 2004: Transformerzy: Wojna o Energon – Doktor Jones
- 2007–2008: Animalia – G’Bubu
- 2007: Rajdek – mała wyścigówka – narrator
- 2007: Szpiegowska rodzinka –
  - Prezenter konkursu (odc. 17),
  - Lektor
- 2008: Stacyjkowo – Danbar
- 2010: Gang Olsena wraca do gry – Egon Olsen
- 2014: Star Wars: Rebelianci – Inkwizytor
- 2021: A gdyby…? – Obserwator
- 2022: Obi-Wan Kenobi – Wielki Inkwizytor[7]

### Reżyseria dubbingu
- 2009: Supa Strikas: Piłkarskie rozgrywki
- 2007: Szpiegowska rodzinka (odc. 1–8, 13–14, 16–20, 22)